# Josef Wanka von Lenzenheim
Josef svobodný pán Wanka von Lenzenheim (německy Joseph Freiherr Wanka von Lenzenheim) (16. května 1828 Hradec Králové – 4. března 1907 Vídeň) byl rakousko-uherský generál. Jako absolvent vojenské akademie sloužil v c. k. armádě od roku 1845 a zúčastnil se několika válečných tažení. Od mládí se současně uplatňoval ve vojenské kartografii a podílel se na zmapování většiny území c. k. monarchie. V letech 1879–1889 byl ředitelem Vojenského zeměpisného ústavu. V roce 1883 byl povýšen do stavu svobodných pánů a ve vojsku dosáhl hodnosti polního podmaršála (1884).

## Životopis

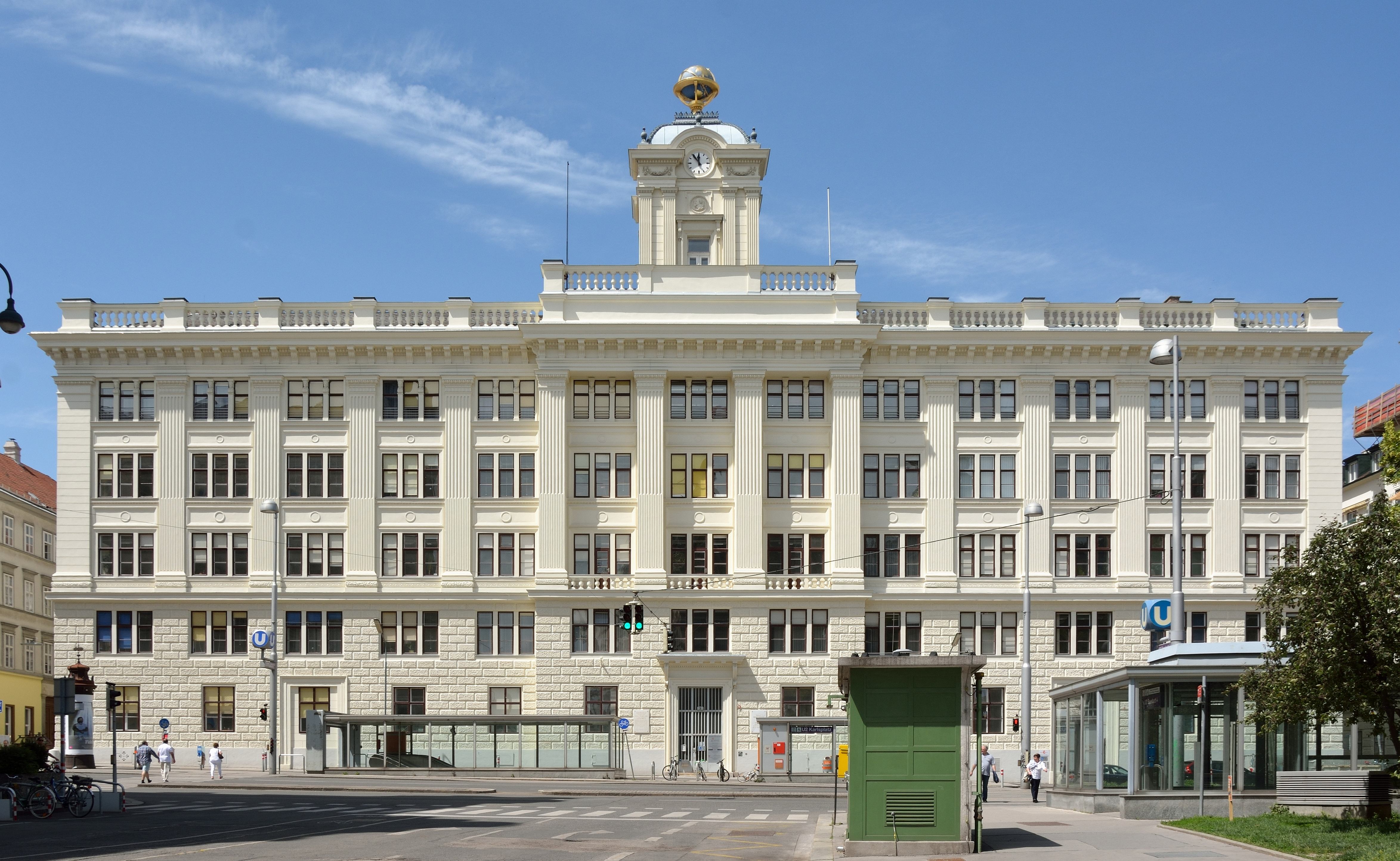
Budova bývalého C. k. Vojenského zeměpisného ústavu ve Vídni

Pocházel z rodiny s vojenskou tradicí, narodil se jako starší syn c. k. plukovníka Emanuela Wanky (1783–1864). Studoval na Tereziánské vojenské akademii ve Vídeňském Novém Městě a do armády vstoupil v roce 1845 k 20. pěšímu pluku. V roce 1848 byl povýšen na poručíka a v revolučních letech 1848–1849 se zúčastnil bojů v Itálii. Statečností se vyznamenal v bitvě u Novary a v roce 1849 byl povýšen na nadporučíka. V následujících letech se podílel na kartografickém zpracování Čech a Dalmácie a v roce 1855 byl povýšen na kapitána. V letech 1854–1859 působil na mapovém oddělení zemského velitelství v Uhrách. Války se Sardinií se zúčastnil v řadách 11. pěšího pluku, současně byl důstojníkem generálního štábu (1859). V roce 1861 získal hodnost majora a byl povolán ke zmapování Istrie. V letech 1862–1868 působil jako pedagog na Válečné škole (K.u.k. Kriegsschule) ve Vídni, kde vyučoval kartografii. Mezitím se v roce 1866 zúčastnil prusko-rakouské války a téhož roku dosáhl hodnosti podplukovníka. V roce 1868 byl jmenován přednostou výkresového oddělení ve Vojenském zeměpisném ústavu a povýšen do hodnosti plukovníka. V roce 1872 odešel do výslužby ze zdravotních důvodů.
V roce 1879 byl znovu povolán do aktivní služby a provizorně převzal vedení C. k. vojenského zeměpisného ústavu (Militär Geographisches Institut). O rok později byl oficiálně jmenován jeho ředitelem a zároveň obdržel hodnost generálmajora (1880). Vojenský zeměpisný ústav patřil v té době k nejvýznamnějším institucím svého druhu v Evropě a jeho činnost byla uznávaná i v zahraničí. V době působení Josefa Wanky došlo ke zmapování nově získaných území Bosny a Hercegoviny, byla vydána podrobná mapa Rakouska-Uherska v měřítku 1:75 000 a mapa střední Evropy v měřítku 1:750 000. K významnému posunu došlo v té době také v rozvoji geodézie a trigonometrie. V roce 1884 dosáhl Josef Wanka hodnosti polního podmaršála a k datu 1. listopadu 1889 byl penzionován.
Zemřel ve Vídni 4. března 1907 ve věku 78 let a byl pohřben na hřbitově ve vídeňské čtvrti Hernals. S manželkou Sidonií (1845–1927) měl dceru Emanuelu (1874–1949) provdanou za dvorního radu Eugena Procka (1875–1949).

## Tituly a ocenění
Po nobilitaci svého otce užíval prostý šlechtický titul s predikátem Edler von Lenzenheim (1832). Za své zásluhy byl povýšen do stavu svobodných pánů (diplom vystaven k datu 3. května 1883), Byl nositelem několika vyznamenání v Rakousku-Uhersku, vzhledem k přesahu aktivit Vojenského zeměpisného ústavu získal ocenění i v zahraničí. Mimo jiné byl také čestným členem C. k. zeměpisné společnosti.

### Rakousko-Uhersko
- Řád železné koruny III. třídy (1871)
- Řád železné koruny II. třídy (1883)
- Bronzová vojenská záslužná medaile (1889)

### Zahraničí
- Řád svaté Anny I. třídy (Rusko)
- Řád pruské koruny II. třídy (Německo)
- velkodůstojník Řádu italské koruny (Itálie)
- velkokříž Řádu Spasitele (Řecko)
- velkodůstojník Řádu rumunské koruny (Rumunsko)